# Lapačka (lední hokej)

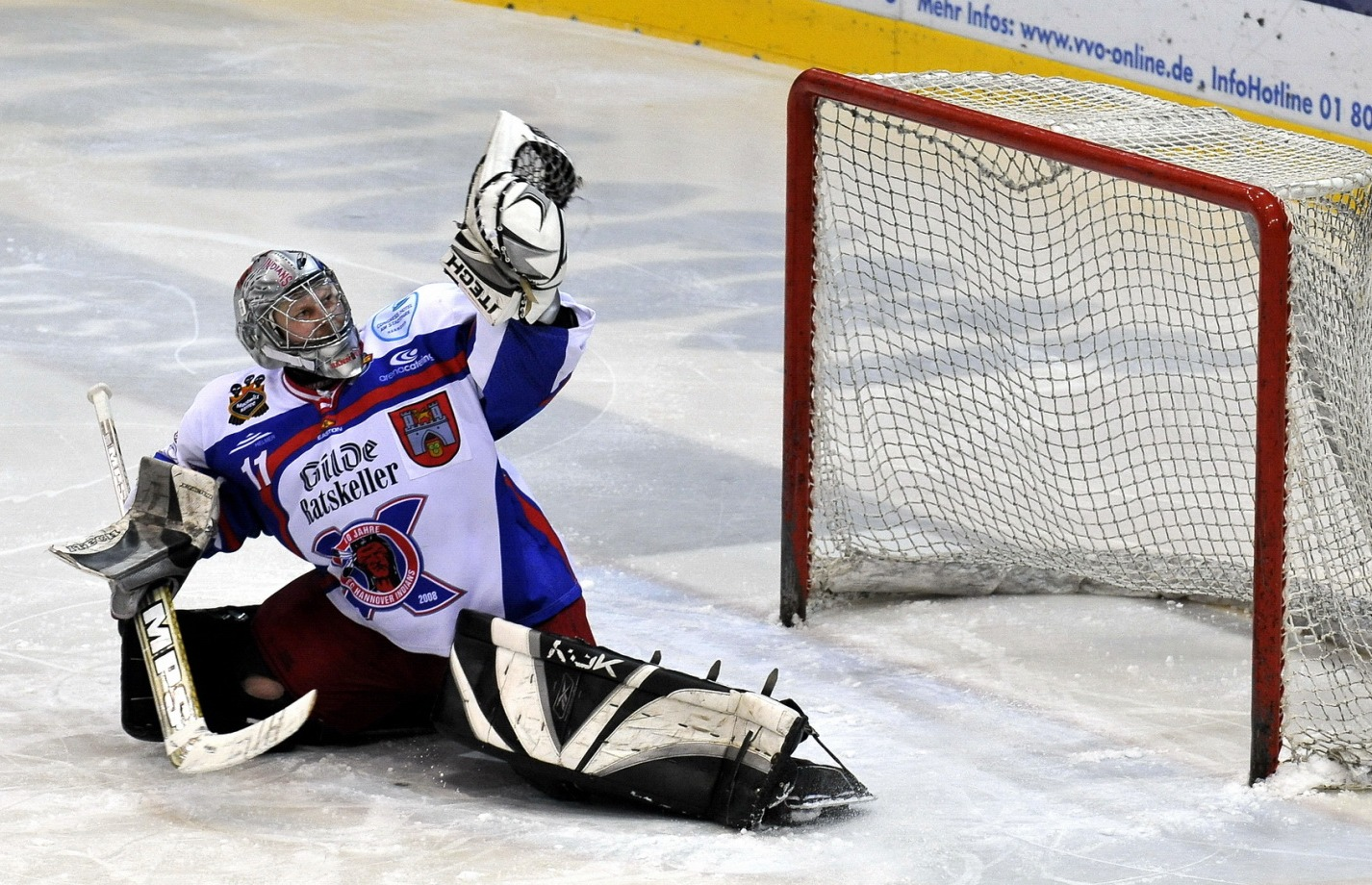
Zákrok lapačkou Romana Kondelíka.

Lapačka (anglicky catcher) je velká rukavice, kterou používá brankář v ledním hokeji. Nosí ji na nedominantní ruce (pravák na levé) a používá ji k zastavování puků – jejich chycení za letu či přikrytí na ledu. Na druhé ruce nosí tzv. vyrážečku a drží v ní hokejku.
Lapačka má v mezeře mezi palcem a ukazovákem pás kůže či dnes již spíše syntetické textilie a spolu s opletením tvoří koš, do kterého lze puk zachytit.
Pravidla ledního hokeje podle IIHF stanovují maximální dovolené rozměry lapačky:
- zápěstní manžeta široká 10,16 cm smí mít v libovolné části délku maximálně 20,32 cm,
- vnitřní obvod kapsy od paty k vrcholu může být maximálně 46 cm,
- velikost obvodu celé lapačky smí být nejvýše 114,3 cm.